# 1995년 성균관대학교 입학시험 오류 사건
1995년 성균관대학교 입학시험 오류 사건은 1995학년도 성균관대학교 본고사에 출제되었던 수학 문제의 오류와 관련하여 발생한 일련의 사건이다.

## 시험 문제와 오류
당시의 수학 문제는 "수학II의 7번 문제로" 다음과 같이 출제되었고, 100점 만점 중 15점짜리 문제였다.
영벡터가 아닌 세 공간 벡터 {\displaystyle {\vec {a}},{\vec {b}},{\vec {c}}}가 모든 실수 x, y, z에 대하여 |xa + yb + zc| ≥ |xa| + |yb|를 만족할 때 {\displaystyle {\vec {a}}\perp {\vec {b}},{\vec {b}}\perp {\vec {c}},{\vec {c}}\perp {\vec {a}}} 임을 증명하라.

여기에서 문제의 전제 조건인 |xa + yb + zc| ≥ |xa| + |yb|를 풀면 벡터 {\displaystyle {\vec {a}}}와 벡터 {\displaystyle {\vec {b}}} 중 하나는 영벡터가 되어야 하므로 문제 자체에 논리적인 모순이 있었고, 김명호 교수가 문제가 틀렸다고 밝혀낸 이후에 학교측이 제시한 채점 기준은 아래와 같았다.
해당 문제를 '영벡터가 아닌 세 벡터 {\displaystyle {\vec {a}},{\vec {b}},{\vec {c}}}와 모든 실수 x, y, z에 대해 조건명제 p이면 조건명제 q'라는 방식으로 바꿔 쓰도록 하자. 그런데 전제조건 p를 모든 실수 x, y, z에 대해 만족하는 영벡터가 아닌 벡터 {\displaystyle {\vec {a}},{\vec {b}},{\vec {c}}}는 존재하지 않으므로 조건명제 p의 진리집합은 공집합이다. 이는 조건명제 q의 진리집합의 부분집합이다. 따라서 'p→q'라는 조건명제는 참이다."

민사소송 과정에서 법원은 고등과학원(명효철 교수), 대한수학회에(대한수학회 회장, 충남대 주진구 교수) 틀린 문제인지 아닌지 문의하였으나 두 기관 모두 답변을 거절하였다. 석궁 사건이 발생한 후 SBS 《그것이 알고싶다》 취재팀이 이 문제에 대해 다시 문의하자 이전 대답을 번복하고 틀린 문제라고 답변하였다.

## 사건의 경과
1995년
- 1월 학과장 채영도 교수 김명호 교수를 차기 학과장으로 추천했다.[1]
- 1월 16일, 성균관대학교 수학과에 재직 중이던 김명호 교수가 채점 도중에 문제의 오류를 발견하고 출제위원 이우영, 채영도 교수에게 지적했다.
- 1월 20일, 김명호 교수가 "출제위원들도 문제의 오류를 인정했다"며 당시, 총장이던 장을병에게 상황을 보고했다.[2]
- 1월 26일, 수학과 교수들이 김명호 교수가 학교의 명예를 실추시킨다며 총장에게 징계청원서를 제출했다.[3]
- 1월 27일, 수학 본고사 출제위원 이우영, 채영도가, 김명호 교수의 부교수 승진 논문 심사위원으로 선정되어 김교수를 95년 4월 1일자 승진대상에서 탈락시켰다.[4]
- 12월 12일, 김명호 교수에 대한 정직 3개월 중징계를 내렸다.

1996년
- 1월, 법원이 대한수학회에 논란이 된 수학문제에 대한 사실조회 요청했다.
- 2월 5일, 한국과학기술원 교수들이 미국수학회에 김명호 교수 사건을 알렸다.
- 2월 29일, 정직 3개월 중징계 사유로 조교수 재임용 탈락, 3월 5일 교육부 재심위는 정직 3개월을 견책으로 변경했다.
- 3월 5일, 교육부 재심위원회 김명호 교수에 대한 정직 3개월을 견책으로 변경했다.[5]
- 3월 21일, 대한수학회 회장 주진구 교수, 수학 II 7번 문제의 법원 사실조회에 대하여 '답을 할 수 없다'고 회신했다.[6][7]
- 3월 25일, 전국 44개 대학, 189명의 수학과 교수들 김명호 교수의 부교수 승진탈락의 부당성 및 입시출제오류에 대한 의견서 법원에 제출했다[8][9]
- 7월 5일, 서울지방법원은 김명호 교수의 청구 기각.
- 8월, 서울고등법원에 항소.
- 10월, 서울고등법원, 대한수학회에 보낸 내용과 같은 내용의 사실조회를 고등과학원에 보냄[7] 고등과학원도 대한수학회처럼 '답을 할 수 없다'고 회신했다.

1996년
- 4월과 5월, 예일 대학교의 랭 및 필즈상 수상자 아티야 등의 세계적 수학자가 의견서 제출[9], 그러나 고등과학원 명효철 부원장은 답변 거부했다.
- 5월 27일, 서울고등법원은 김명호 교수의 청구 기각했다.(양승태 부장 판사, 2011년 대법원장 임명)
- 7월, 김명호 교수 사건이 'Mathematical Intelligencer'에 개재되었다.
- 9월 5일, 김명호 교수 사건이 'Science'에 개재되었다.

2003년
- 2월 27일, 재임용 관련, 구 사립학교법 제53조의 2 제3항에 대하여 헌법 불합치 판결.
- 11월 27일, 교육인적자원부, 사립학교법 및 교육 공무원법 중 개정 법률안 입법예고.
- 12월 18일, 교원지위향상을 위한 특별법 제9조 1항에 대하여 헌법 불합치 판결.

2005년
- 2월 25일, 김명호 교수가 교원 소청 심사위원회에 재임용 거부 처분 취소 청구.
- 3월 3일, 서울중앙지방법원에 교수지위확인 소송 제기.
- 9월 21일, 서울중앙지방법원 민사 제23부 1심 판결 (1. 성균관대학교의 논문 평가는 절차적 실체적 위법이다. 2. 학생들에 대한 학점 부여가 자의적이어서 교육자적 자질이 의심스러우므로 교수 지위확인 청구는 기각한다.)[7][10]
- 9월 22일, 김명호 전 교수 항소.

2007년
- 1월 12일, 항소심 패소.(박홍우 부장 판사, 이정렬 주심)

## 같이 보기
- 김명호
- 2006년 석궁 사건
- 부러진 화살